# Stefan Falkeis
Stefan Falkeis (ur. 3 czerwca 1983) – austriacki snowboardzista. Nie startował na igrzyskach olimpijskich. Jego najlepszym wynikiem na mistrzostwach świata w snowboardzie było 9. miejsce w Big Air na mistrzostwach w Kangwŏn. Najlepsze wyniki w Pucharze Świata w snowboardzie osiągnął w sezonie 2009/2010, kiedy to zajął 43. miejsce w klasyfikacji generalnej, a w klasyfikacji Big Air był szósty.

## Sukcesy

### Mistrzostwa Świata
| Miejsce | Dzień       | Rok  | Miejscowość | Konkurencja | Zwycięzca       |
| ------- | ----------- | ---- | ----------- | ----------- | --------------- |
| 63.     | 23 stycznia | 2009 | Kangwŏn     | Halfpipe    | Ryō Aono        |
| 9.      | 24 stycznia | 2009 | Kangwŏn     | Big Air     | Markku Koski    |
| 18.     | 15 stycznia | 2011 | La Molina   | Big Air     | Petja Piiroinen |

### Puchar Świata

#### Miejsca w klasyfikacji generalnej
- 2002/2003 - -
- 2003/2004 - -
- 2004/2005 - -
- 2005/2006 - 148.
- 2006/2007 - 73.
- 2007/2008 - 122.
- 2008/2009 - 106.
- 2009/2010 - 43.
- 2010/2011 -

#### Miejsca na podium
1. Quebec – 23 stycznia 2010 (Big Air) - 2. miejsce
2. Stoneham – 19 lutego 2011 (Big Air) - 3. miejsce